# Zotalemimon ropicoides
Zotalemimon ropicoides là một loài bọ cánh cứng trong họ Cerambycidae.